# World Wrestling Association
La World Wrestling Association (WWA) è stata una federazione di lucha libre fondata nel 1986 da Benjamin Mora Jr. e con sede a Tijuana in Messico.

## Storia
Nel 1986 Benjamin Mora Jr. rileva l'azienda del padre (la Promociones Mora, fondata nel 1964 da Benjamin Mora Sr.) e verso la fine degli anni ottanta presenta alcuni dei migliori luchador del momento come Rey Mysterio Jr., La Parka e Juventud Guerrera.
WWA verso la fine degli anni novanta rimane intattiva e quasi tutti il suo roster passa alla World Championship Wrestling o ad altre promozioni. 

Nel 2004 la federazione riprende le operazioni ed i campionati.

## Titoli
| Titolo                                          | Debutto          | Note                    |
| ----------------------------------------------- | ---------------- | ----------------------- |
| WWA World Heavyweight Championship              | 4 settembre 1986 | [ 2 ]                   |
| WWA World Women's Championship                  | 1989             | [ 3 ]                   |
| WWA Light Heavyweight Championship              | 1987             | [ 4 ]                   |
| WWA World Junior Light Heavyweight Championship | 1º marzo 1988    | Fece parte del J-Crown. |
| WWA World Lightweight Championship              | 1987             | [ 6 ]                   |
| WWA Middleweight Championship                   | 1987             | [ 7 ]                   |
| WWA World Welterweight Championship             | 1987             | [ 8 ]                   |
| WWA Tag Team Championship                       | 16 maggio 1991   | [ 9 ]                   |
| WWA World Trios Championship                    | 29 aprile 1989   | [ 10 ]                  |
| WWA World Minis Championship                    | 4 maggio 2000    | [ 11 ]                  |
| WWA World Junior Heavyweight Championship       | 21 aprile 2013   | [ 12 ]                  |

## Roster
Il roster include alcuni del lottatori più popolari in messico come:
- L.A. Park
- Super Parka
- Blue Panther
- El Hijo del Santo
- Rey Misterio Sr.
- Rey Mysterio Jr.
- Perro Aguayo Jr.
- Blue Demon Jr.
- Nicho el Millonario
- Juventud Guerrera
- Pentagon Black
- The Patriot
- Racing Dawg
- Espectro Jr.
- Scorpio Jr.
- Tiger Jeet Singh
- Alcatraz (noto anche come Benjamin Moras Brother), Intervistatore
- Armando Munoz, Intervistatore
- Extreme Tiger
- Tinieblas Jr.
- Mil Máscaras
- Rayo de Jalisco
- Perro Aguayo
- Brazo de Plata (Super Porky)
- Kayra
- Lola Gonzales
- Shocker
- Vampiro